# John Robert Roach
John Robert Roach (ur. 31 lipca 1921 w Prior Lake, zm. 11 lipca 2003) – amerykański duchowny katolicki, biskup pomocniczy archidiecezji Saint Paul i Minneapolis w latach 1971–1975, arcybiskup metropolita Saint Paul i Minneapolis w latach 1975–1995. Od 1995 arcybiskup senior tejże archidiecezji.
Święcenia kapłańskie otrzymał 8 czerwca 1946.
12 lipca 1971 papież Jan Paweł II mianował go biskupem pomocniczym archidiecezji Saint Paul i Minneapolis ze stolicą tytularną Cenae. Sakry udzielił mu 8 sierpnia 1971 arcybiskup Luigi Raimondi. 21 maja 1975 tenże sam papież przeniósł go na stanowisko biskupa ordynariusza tejże archidiecezji. 8 sierpnia 1995 roku Jan Paweł II przyjął jego rezygnację z pełnionego urzędu.